# Оливер Нојвил
Оливер Патрик Нојвил (Локарно, 1. мај 1973) је бивши немачки фудбалер. 

## Фудбалска каријера
Започео је фудбалску каријеру у швајцарском клубу Сервет. Пет пута у каријери постигао је 10 или више голова у сезони у Бундеслиги. У каријери је играо за Тенерифе, Ханзу из Ростока, Бајер Леверкузен, Борусију Менхенгладбах и Арминију Билефелд.
Први меч за репрезентацију Немачке - 2. септембра 1998. године, први гол - 31. марта 1999. против репрезентације Финске. Учесник два Светска првенства - 2002. и 2006. године. У Јужној Кореји 2002. године је играo финале Светског првенства, пораз против Бразила (0:2). На Европском првенству 2008. био је у саставу репрезентације, такође је Немачка играла финале против Шпаније (0:1). Занимљиво да је страствени пушач и генерално један од ретких у репрезентацији Немачке.

## Приватни живот
Рођен је у Швајцарској. Отац му је пореклом Немац, мајка Италијанка, а деда Белгијанац. Први пут је заиграо за немачки клуб тек са 24 године. 
Живи у Немачкој у граду Менхенгладбаху са супругом и два сина.